# Baetow
Baetow (bis 1981: russisch Djurbeldschin, kirgisisch Dörböldschün (Дөрбөлжүн); russisch Baetowo) ist ein Ort in Kirgisistan.

## Geographie
Das Dorf ist Verwaltungssitz der gleichnamigen Landgemeinde Baetow und des Rajon Ak-Talaa. Es liegt am linken Ufer des Flusses Terek, 490 Kilometer von der Hauptstadt Bischkek und 120 Kilometer von der Gebietshauptstadt Naryn entfernt.

## Geschichte
Baetow wurde im Jahre 1928 unter dem Namen Aktam gegründet. In den 1930er-Jahren wurde das Dorf in Dörböldschun (russisch Djeurbeldschin) umbenannt.

## Wirtschaft und Infrastruktur
In Baetow gibt es 4 weiterführende Schulen, ein Kulturzentrum, ein Kino und ein Krankenhaus.
Die Hauptverkehrsstraße zweigt von der A361 ab, durchquert Baetow und mündet wieder in diese. Sie war lange Zeit nicht asphaltiert, soll aber in zwei Etappen komplett asphaltiert werden, teilte der Verkehrsminister Tilek Tekebajew mit.

## Bevölkerung
| Jahr | Einwohnerzahl | Quelle |
| ---- | ------------- | ------ |
| 2002 | 9939          | [ 2 ]  |
| 2009 | 8.354         | [ 4 ]  |
| 2021 | 10.682        | [ 5 ]  |
| 2022 | 8354          | [ 6 ]  |